# 銅鑼灣（棉花路）巴士總站
銅鑼灣（棉花路）巴士總站（英語：Causeway Bay (Cotton Path) Bus Terminus），位於灣仔區掃桿埔棉花路聖保祿醫院外，紀律部隊人員康樂及體育會對面，是一個路邊車站。
此站所在的棉花路只有九巴936及936A線在每日部份時間(936線)及星期一至六繁忙時間(936A線)途經並以此站為總站，而「香港大球場」為循環點的城巴5B線設站於東院道香港大球場外。由於香港大球場舉行大型活動時，附近街道（如球場外的東院道）會被封閉，故散場特別路線過海隧道巴士117R線會於此設站。

## 歷史
「棉花路」一名源於從前設於該路上的香港紡織公司（The Hongkong Cotton-Spinning, Weaving and Dyeing Company Ltd）棉紡廠房。該廠房面積近400,000平方呎，設超過55,500個紗錠，於1898年落成投產，然而因勞工、電源，以及香港的氣候環境等各方面的缺乏和問題而於1914年北遷上海，僅留下「棉花路」作歷史見證。織造廠地皮後由法國沙爾德聖保祿女修會接手，發展為今日的聖保祿修院、聖保祿醫院及聖保祿學校建築群。
棉花路本為掃桿埔區內的單程小路，長年沒有專營巴士途經。然而，香港大球場大型活動散場特別過海隧道巴士117R線於1997年投入服務，由於在香港大球場舉辦大型活動時，香港大球場一帶都會有封路措施，所以117R線會於棉花路設站。
2014年6月16日，過海隧道巴士936線投入服務，以此站為終點站，為首條以此為總站的常規巴士路線。
2015年7月27日，936線服務提升，新增黃昏回程服務只於星期一至六18:15由此站開出一班車。
2017年12月4日，936線服務提升，新增星期一至六及增設假日服務。
2018年10月22日，936線服務提升，延長每日服務時間及修改行車路線；繁忙時間不經安蔭班次更改號碼為936A，其餘班次不變。

## 總站路線資料

### 過海隧道巴士936、936A線
936
- 石圍角 ↔ 銅鑼灣（棉花路）

936A
- 石圍角 → 銅鑼灣（棉花路）
銅鑼灣（棉花路） → 梨木樹

## 外部連結
- 【街道搜查】銅鑼灣聖保祿　百年前是棉花廠 （页面存档备份，存于），蘋果日報，2015年10月26日